# Winterella arlesiana
 (novembre 2019).
Genre
Espèce
Winterella arlesiana, unique représentant du genre Winterella, est une espèce de collemboles de la famille des Brachystomellidae.

## Distribution
Cette espèce est endémique du Pérou.

## Publication originale
- Massoud, 1967 : Monographie des Neanuridae, Collemboles Poduromorphes à pièces buccales modifiées. Biologie de l'Amérique Australe, Paris, vol. 3, p. 7-399.